# ساتیریوم کلاه‌قرمزی
ساتیریوم کلاه‌قرمزی (نام علمی: Satyrium carneum)، گونه‌ای از ارکیده خاکی و بومی جنوب غربی کیپ غربی است.

## شرح
ساتیریوم کلاه‌قرمزی یک خاکزی قوی‌هیکل است که ارتفاع آن از ۳۷ سانتی‌متر تا ۷۱ سانتی‌متر می‌رسد. برگ‌ها ۲ تا ۴ عدد، ضخیم و گوشتی هستند. ۲ برگ پایینی تا حدودی بر روی زمین فشرده می‌شوند، به طول ۷ تا ۲۳ سانتی‌متر، با انتقال تدریجی به غلاف‌های بالاتر.

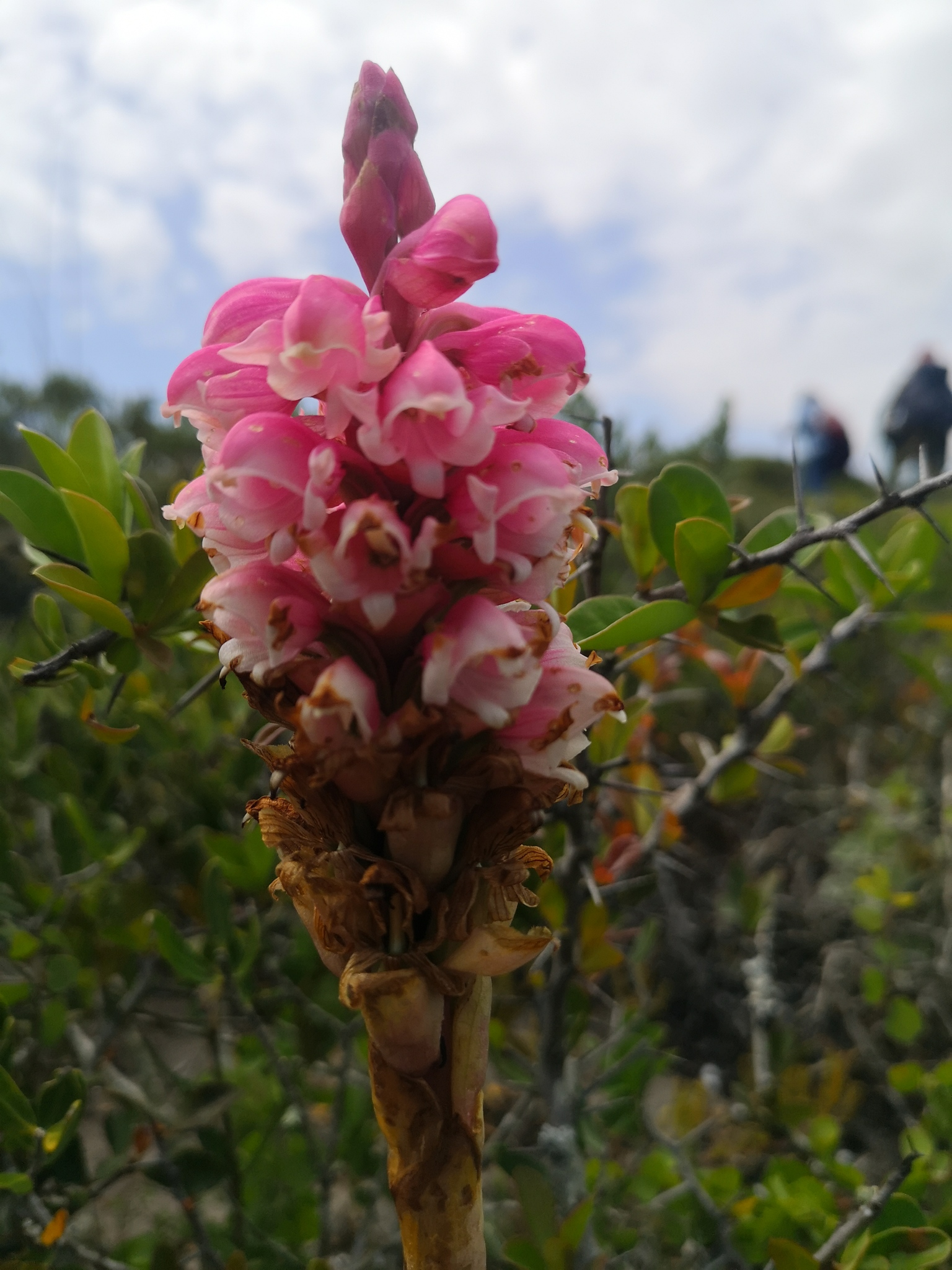
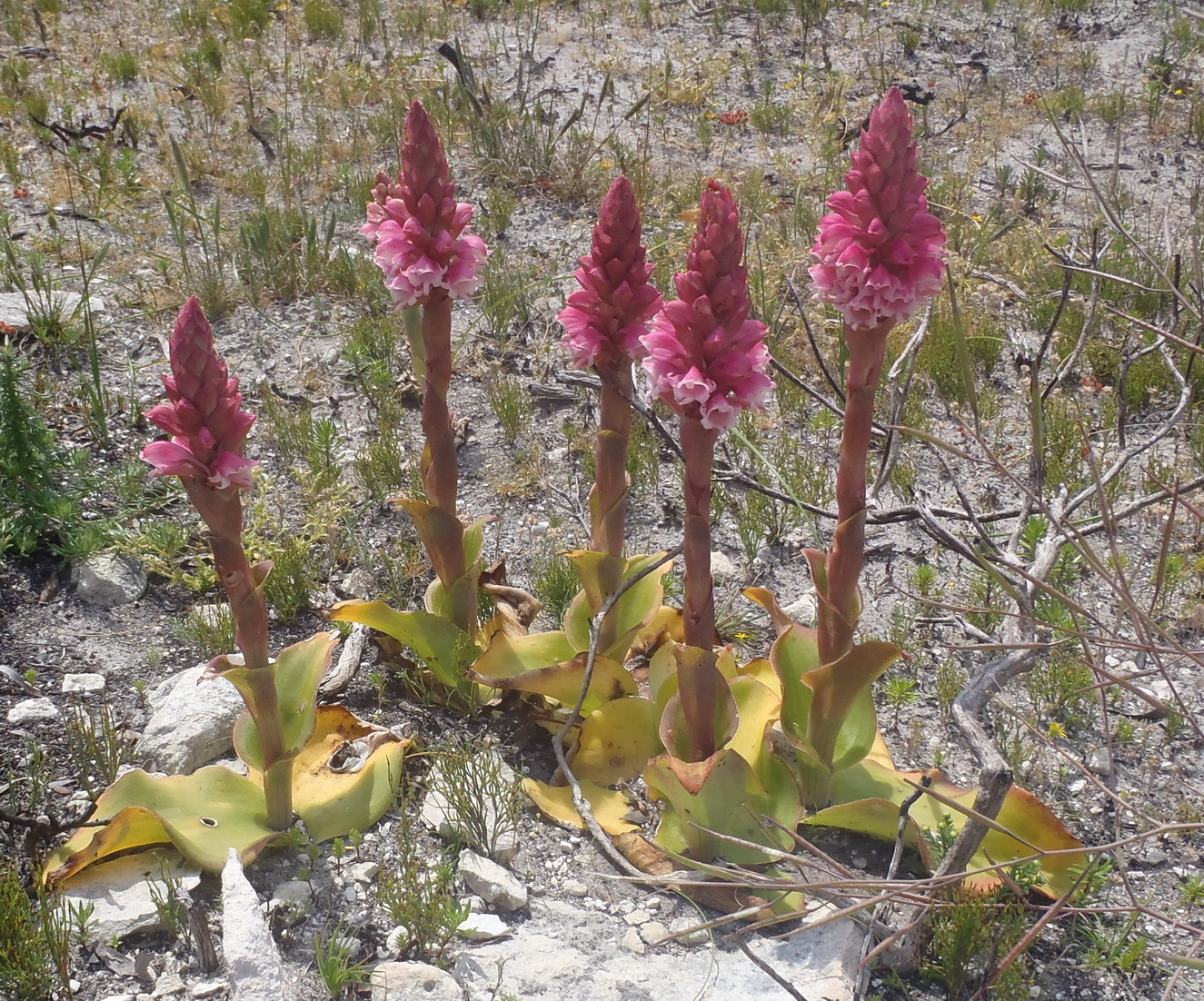

## توزیع
این گیاه از شبه جزیره کیپ (Cape Peninsula) تا ریورسدال (Riversdale) و سجیفیلد (Sedgefield) یافت می‌شود. به‌طور فزاینده‌ای محلی و نادر می‌باشد.
زیستگاه ساتیریوم کلاه قرمزی در پوشش گیاهی بوته‌های تپه‌های شنی، در فینبوها (Fynbos) در تپه‌های ساحلی و بر روی پشته‌ها، روی ماسه‌های مرطوب تا خشک و سنگ آهک، در ارتفاعات ۱۰–۳۰۰ متری یافت می‌شود.

## وضعیت حفاظت
ارکیده ساتیریوم کلاه‌قرمزی به‌عنوان کمترین نگرانی طبقه‌بندی می‌شود، زیرا یک گونه معمولی است که در سراسر محدوده خود در حال کاهش است، اما هنوز در خطر انقراض نیست. مشاهدات اخیر نشان می‌دهد که هنوز در حداقل ۲۵ مکان وجود دارد. با تهدید از دست دادن زیستگاه مواجه است، ۲۲ درصد از زیستگاه خود را به‌دلیل گسترش شهری در شبه جزیره کیپ و کیپ فلتس (Cape Flats) و توسعه ساحلی بین خلیج بتی (Betty's Bay) و گانسبایی (Gansbaai) از دست داده است. همچنین رقابت ناشی از هجوم انبوه گیاهان مهاجم بیگانه در سراسر محدوده آن تهدید می‌شود.